# Incrociatore ausiliario
Un incrociatore ausiliario, o mercantile armato, oppure anche nave mercantile armata, è una nave della marina mercantile armata ed adattata all'uso militare.

## Storia
L'uso di navi quali transatlantici e trasporti, modificate con l'aggiunta di artiglierie ed altri armamenti navali, è stato frequente nei conflitti del XIX secolo e del XX secolo, con compiti di scorta convogli, pattugliamento, posamine, ed interdizione commerciale, assumendo in quest'ultimo caso aspetti simili alla guerra di corsa; talune fra le più note navi corsare dei tempi moderni erano mercantili armati o incrociatori ausiliari.
Per indicare questo tipo di unità è talvolta usato l'acronimo AMC, dall'inglese Armed Merchant Cruiser, letteralmente incrociatore armato mercantile. Il termine si riferisce specificatamente agli incrociatori ausiliari delle marine del Commonwealth durante la seconda guerra mondiale.

## Impiego

### Navi corsare
L'uso del termine nave corsara per indicare un incrociatore ausiliario è molto utilizzato nel caso delle navi mercantili armate tedesche. Sia la Kaiserliche Marine che la Kriegsmarine fecero ampio uso di incrociatori ausiliari durante i due conflitti mondiali con discreto successo, ad esempio la sola SMS Möwe catturò e affondò 37 navi durante la prima guerra mondiale. Da ricordare anche la crociera del SMS Emden che distrusse più di 22 navi. Oltre all'abilità degli equipaggi, il successo degli incrociatori ausiliari tedeschi era dovuto alla grande capacità mimetica di queste navi grazie all'uso di finte insegne, rapide riverniciature e montaggio di alberi o fumaioli posticci per alterare l'aspetto della nave nell'approcciare con i mercantili da catturare. 

### Unità militari
Gli incrociatori ausiliari non vanno confusi con altri tipi di navi militari derivate da unità civili:
- Navi mercantili armate a scopo difensivo:
  - Le navi Liberty impiegate durante la seconda guerra mondiale disponevano in genere di mitragliere antiaeree ed un cannone.
  - Le navi CAM, mercantili che disponevano a scopo difensivo, di un aereo da caccia Hawker Hurricane che potevano far decollare per mezzo di catapulta.
- Navi mercantili ricostruite come navi militari a tutti gli effetti, tipicamente portaerei:
  - Le navi mercantili modificate in portaerei di scorta, spesso indicate con il termine in inglese Merchant Aircraft Carrier, letteralmente portaerei mercantile.
  - Navi passeggeri ricostruite come navi militari, è il caso dell'italiana Aquila o della statunitense USS Wolverine (IX-64), impiegata come "portaerei d'addestramento".